# Holländsk-reformerta församlingen
Holländsk-reformerta församlingen var en församling i nuvarande Stockholms stift i nuvarande Stockholms kommun. Församlingen uppgick 1839 i Tyska S:ta Gertruds församling.

## Administrativ historik
Församlingen bildades 1692 och uppgick 1839 i Tyska S:ta Gertruds församling.

## Predikanter
Lista över predikanter.
| Verksam   | Namn                      | Levnadstid | Övrigt |
| --------- | ------------------------- | ---------- | ------ |
| 1692–1701 | Johannes Leyendecker      | 1667–1722  |        |
| 1702–1727 | Johannes Diederich        |            |        |
| 1727–1738 | Johannes Godofridus Peill |            |        |
| 1741–1754 | Johannes Godofridus Peill |            |        |
| 1754–1786 | Emanuel Wasmuth           | –1797      |        |
| 1786–1793 | Henrik Paul Leers         | –1793      |        |
| 1795–1797 | Emanuel Wasmuth           | –1797      |        |

## Organister
Lista över organister.
| Verksam   | Namn            | Levnadstid | Övrigt   |
| --------- | --------------- | ---------- | -------- |
| 1742      | Ohl             |            | Organist |
| 1771-1781 | Johan Wikmanson | 1753-1800  | Organist |